# Omar Hasan Ahmad al-Bashir
Omar Hasan Ahmad al-Bashir (n. 1 ianuarie 1944) este un ofițer și politician sudanez, care a fost președintele Sudanului din 16 octombrie 1993 până în 11 aprilie 2019. 
A venit la putere în 1989 când a condus o lovitură de stat și a fost prim-ministru în perioada 1989-1993. La 11 aprilie 2019 a fost înlăturat de la putere în urma unei lovituri de stat a armatei.
S-a născut în satul Hosh Bannaga de la nord de capitala Khartoum.
1. ↑  Omar Hassan Ahmad al- Bashir, Munzinger Personen, accesat în 9 octombrie 2017
2. ↑  Autoritatea BnF, accesat în 10 octombrie 2015
3. 1 2  Lt-Gen Umar Hasan Ahmad al-Bashir, Database of Cabinet Politics in Sub-Sahara Africa, accesat în 10 iunie 2022
4. ↑   https://www.theguardian.com/world/2019/apr/11/sudan-army-ousts-bashir-after-30-years-in-power Lipsește sau este vid: |title= (ajutor)
5. ↑  List of Sudan’s national unity government (în engleză), 20 septembrie 2005, accesat în 29 iunie 2022